# Bruna Vuletić
Bruna Vuletić, née le 3 juillet 1999, est une taekwondoïste croate, médaillée de bronze mondiale en 2019 et championne d'Europe en 2021.

## Biographie
En 2018, au Grand Prix de Moscou, elle rafle la médaille d'argent des moins de 57 kg, battue en finale par la Turque İrem Yaman.
Lors de la saison 2019, elle est médaille d'argent au G2 en Égypte en moins de 62 kg et l'or au tournoi international ouvert en Belgique, titre lui offrant 20 points supplémentaires au classement pour les qualifications olympique. En mai, elle est médaillée de bronze dans la même catégorie lors des championnats du monde à Manchester en mai.
En 2021, lors des championnats d'Europe, Bruna Vuletić remporte la médaille d'or en -62 kg en battant la Bosnienne Marija Štetić.

## Palmarès

### Championnats du monde
- 2019 à  Manchester
  -  Médaille de bronze en 62 kg.

### Championnats d'Europe
- 2021 à  Sofia
  -  Médaille d'or en 62 kg.